# Военное применение беспилотных летательных аппаратов

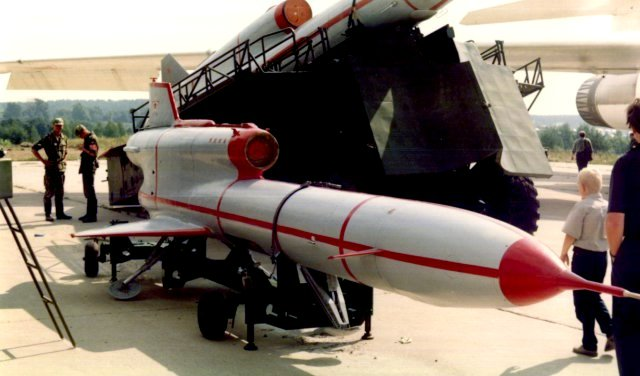
Советский разведывательный беспилотный летательный аппарат (БПЛА) модели Ту-143, беспилотного комплекса тактической разведки «Рейс».

Военное применение беспилотных летательных аппаратов — использование беспилотных летательных аппаратов (БПЛА) в военном деле.
Беспилотные летательные аппараты (БПЛА) могут решать следующие военные задачи:
- авиаразведка (на сегодня это основное их предназначение);
- управление огнём и целеуказания,
- нанесение ударов по наземным и морским целям (см. ударный БПЛА);
- перехват воздушных целей[каких?][1];
- минирование и разминирование[2]
- постановка радиопомех,
- ретрансляция сообщений и данных,
- Раскрытие систем противовоздушной обороны (дрон-приманка)[3]
- доставка грузов подразделениям.

БПЛА могут наносить удары, ведя бомбардировку с воздуха (сброс непосредственно над целями таких боезарядов как ручные гранаты, минометные снаряды или другие приспособленные взрывные устройства), запуская ракеты или непосредственно врезаясь в уязвимые цели, а также взрываясь на подлёте к ним, доставая цель зоной поражения от самоподрыва (дрон-камикадзе).
БПЛА могут быть оснащены таким оружием, как управляемые бомбы, кассетные бомбы, зажигательные устройства, ракеты «воздух-поверхность», ракеты «воздух-воздух», противотанковые управляемые ракеты или другие типы высокоточных боеприпасов, автопушек и пулеметов;
их боезаряды могут включать взрывчатые вещества, осколки, химические, радиологические или биологические опасности.
Также атаки могут проводиться коммерческими БПЛА, сбрасывающими бомбы, запускающими ракеты или врезающимися в цель.
Множество беспилотников могут атаковать и одновременно, стаей дронов.
С начала века большинство ударов беспилотников было нанесено вооруженными силами США в таких странах, как Афганистан, Пакистан, Сирия, Ирак, Сомали и Йемен, с использованием ракет класса «воздух-поверхность», но затем БПЛА стали широко применяться также Турцией,  Азербайджаном и Украиной.

## Виды военных БПЛА
- БПЛА — носитель других беспилотников (самолёт-носитель, «авиаматка»)[9]

### Самолёт-мишень
Могут использоваться как самолёты-мишени (летающие мишени), для испытаний зенитных ракетных комплексов (ЗРК).

### Барражирующий боеприпас (дрон-камикадзе)
Барражи́рующий боеприпа́с (дрон-камика́дзе) — тип БПЛА с боевой частью, которые способны длительное время в режиме ожидания находиться в воздухе в районе цели (барражировать) и оперативно атаковать её после получения соответствующей команды от оператора, или же выполнять задачи, предусматриваемые заложенным алгоритмом. 
Подобный боеприпас, при стоимости гораздо меньше миллиона долларов, может уничтожить новейший танк или ракетный комплекс гораздо большей стоимости

### Ударный БПЛА
- Дроны класса MALE (Medium-altitude long-endurance UAV[англ.], «средневысотный с большой продолжительностью полёта») — Bayraktar TB2, Elbit Hermes 900, IAI Heron, Орион, Shahed 129, перспективный Eurodrone[англ.] и т. п.
- бомбардировочные БПЛА (напр., иранский Karrar («Ударник»))[12].

Известно, что по состоянию на 2019 год только Соединенные Штаты, Великобритания, Израиль, Китай, Южная Корея, Иран, Италия, Франция, Индия, Пакистан, Россия, Турция и Польша производили ударные БПЛА. 

По состоянию на 2022 год, украинская группа «Аеророзвідка» также создала ударные беспилотники и использовала их в боевых действиях

### Малые БПЛА

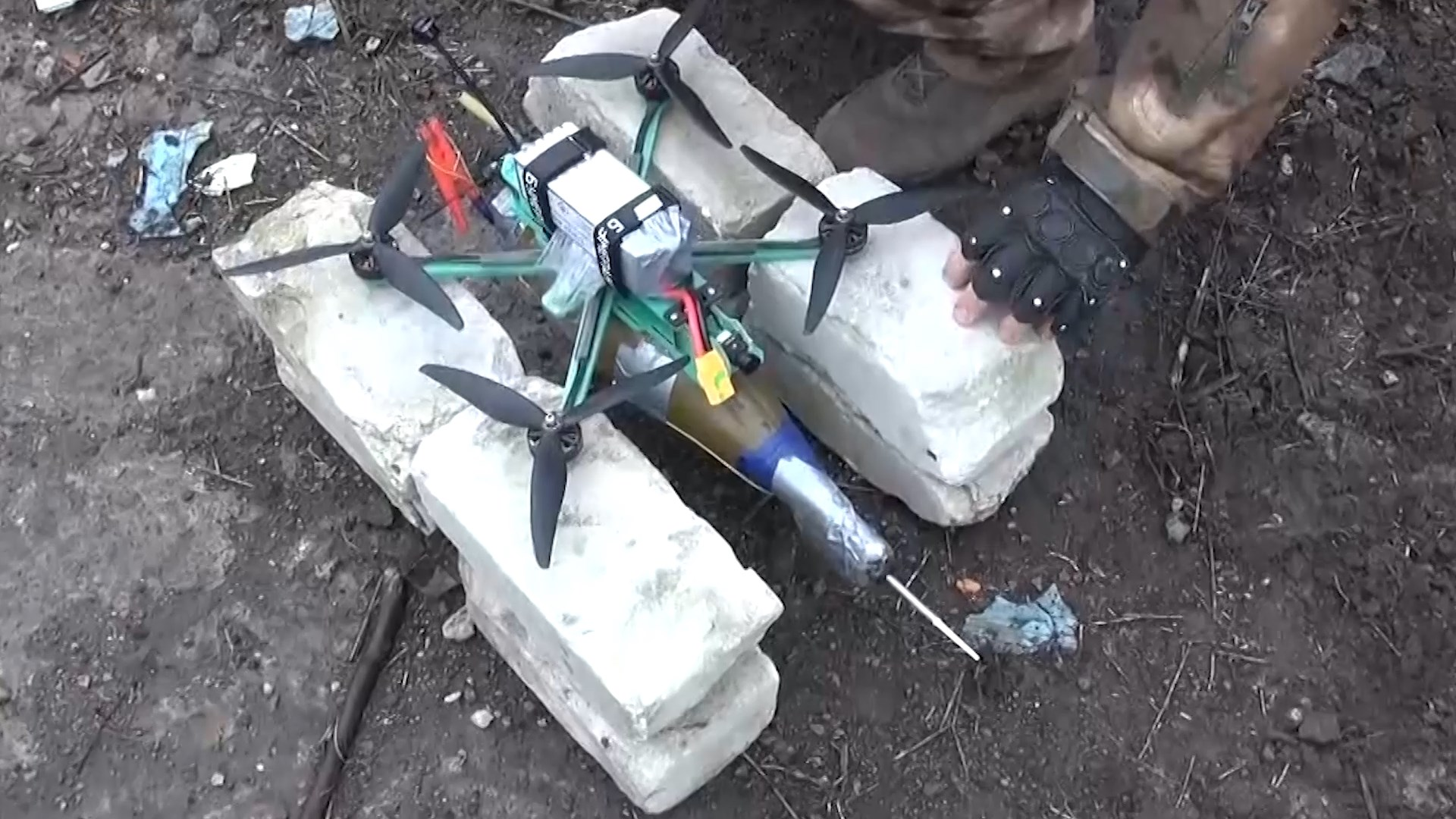
FPV дрон-камикадзе в виде квадрокоптера с кумулятивным зарядом гранаты (выстрела) для РПГ-7
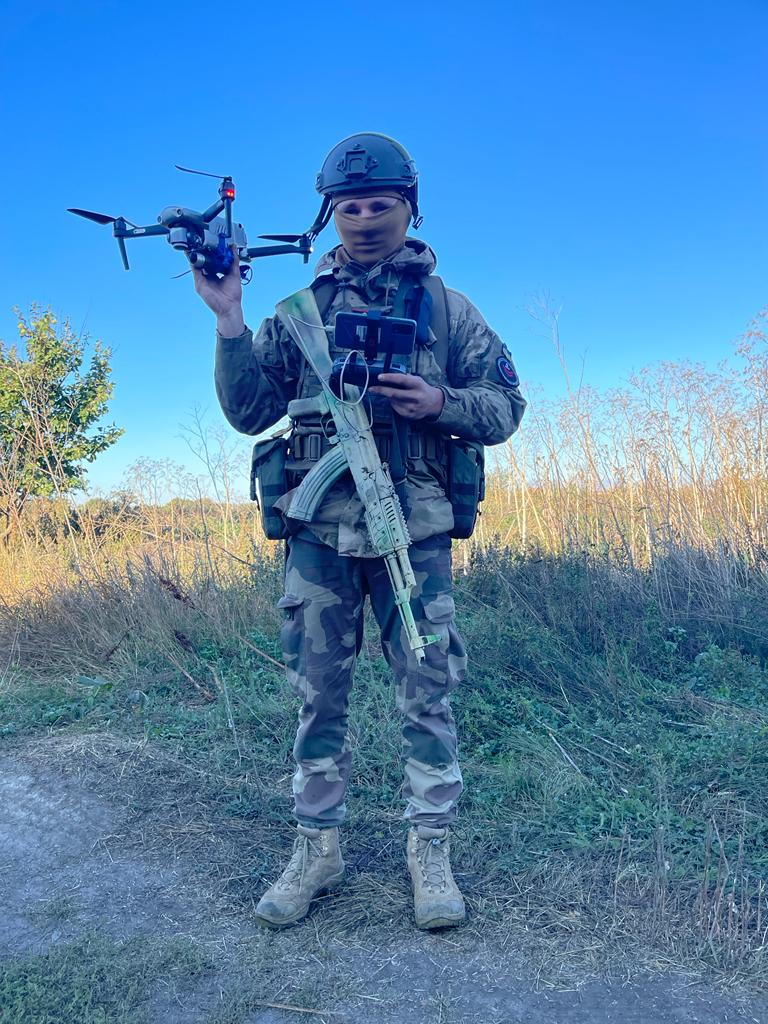
Военнослужащий с квадрокоптером Mavic 2 Pro с закреплённым осколочным боеприпасом в качестве дрона-наблюдателя и дрона-сбросника

## Тактика применения ударных БПЛА
Множество беспилотников может атаковать и одновременно, стаей дронов.
Концепция «воздушного минирования» для борьбы с беспилотниками противника (напр., с применением БЛА Ланцет).
БПЛА используются для целевых убийств несколькими странами.
В 2020 году беспилотник турецкого производства Kargu, наполненный взрывчаткой, обнаружил и атаковал силы Хафтара в Ливии с помощью собственного искусственного интеллекта (без команды); согласно докладу группы экспертов Совета Безопасности ООН по Ливии, опубликованному в марте 2021 года. Это считается первой атакой, осуществленной беспилотниками по собственной инициативе.

### Удары с использованием малых БПЛА
- Атака беспилотников в Каракасе в 2018 году, предположительно с использованием вооруженных коммерческих беспилотников, во время выступления президента Венесуэлы Николаса Мадуро перед бойцами Боливарианской национальной гвардии.

## История

### Применение ударных БПЛА США в «войне против терроризма»

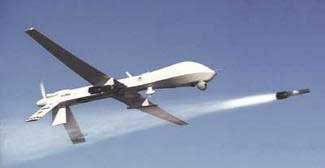
Беспилотник Predator запускает ракету Hellfire

В 1991 году беспилотники AAI RQ-2 Pioneer и AeroVironment FQM-151 Pointer использовались для наблюдения во время войны в Персидском заливе. В 1993 году беспилотные аппараты General Atomics Gnat были протестированы для наблюдения в Югославских войнах. В 2001—2002 гг. беспилотники MQ-1 Predator были оснащены ракетами для поражения вражеских целей.
США значительно увеличили использование беспилотников во время президентства Барака Обамы, по сравнению с президентством Джорджа Буша-младшего. 
Удары американских БПЛА осуществляются, в частности, при содействии австралийской станции слежения Pine Gap, определяющей местонахождение целей путем перехвата радиосигналов
Бен Эммерсон, специальный докладчик ООН по правам человека и борьбе с терроризмом, заявил, что удары американских беспилотников могли нарушить международное гуманитарное право. 
The Intercept сообщил: «С января 2012 года по февраль 2013 года в результате авиаударов спецназа США [на северо-востоке Афганистана] погибло более 200 человек, из них намеченными целями были 35 человек. В течение одного пятимесячного периода операции, согласно документам, почти 90 процентов людей, погибших в результате авиаударов, не были намеченными целями». При этом, использование Соединёнными Штатами ударов беспилотников существенно сокращает число американских жертв.
В Пакистане было ликвидировано 81 лидеров повстанцев.  
Оценки общего числа людей, погибших в результате ударов американских беспилотников в Пакистане, варьируются от 2000 до 3500 убитых боевиков и от 158 до 965 убитых мирных жителей.
В результате ударов беспилотников в Йемене, по оценкам, погибли 846—1758 боевиков и 116—225 гражданских лиц.. Подтверждена гибель 57 лидеров «Аль-Каиды» на Аравийском полуострове. 

В августе 2018 года «Аль-Джазира» сообщила, что возглавляемая Саудовской Аравией коалиция, борющаяся с повстанцами-хуситами в Йемене, заключила секретные сделки с «Аль-Каидой» в Йемене и завербовала сотни бойцов этой группировки: «…Ключевые фигуры в процессе заключения сделок заявили, что Соединенные Штаты знали об этих договоренностях и воздерживались от атак беспилотников против вооруженной группировки, которая была создана Усамой бен Ладеном в 1988 году».
После того, как президент США Дональд Трамп значительно увеличил количество ударов беспилотников более чем на 400 % и ограничил гражданский надзор, его преемник Джо Байден изменил курс — при Байдене количество ударов беспилотников, как сообщается, достигло 20-летнего минимума и было сильно ограничено. Однако в результате удара беспилотника в Кабуле в августе 2021 погибли 10 гражданских лиц, в том числе семеро детей. 
Позже в том же году, в результате удара беспилотника был убит лидер «Аль-Каиды» Айман аз-Завахири.
Известные удары беспилотников:
- Авиаудар по Дамадоле (см. Дамадола, лагеря афганских беженцев)
- Авиаудар по Датта Хел (см. Датта Хел, Операция «Зарб-э-Азб»)
- Авиаудар по Макину (2009)
- Авиаудар по Мирамшаху (см. Мирамшах)
- Удар беспилотника по базе Анад (см. база Анад)
- Атака Абкайк-Хураиса (2019)
- Авиаудар в международном аэропорту Багдада (2020)
- Убийство Аймана аз-Завахири в 2022 г.

Известные смерти от ударов дронов:
- Абдулрахман аль-Авлаки
- Абу Хайр аль-Масри
- Абу Махди аль-Мухандис
- Абу Муслим ат-Туркмани
- Абу Умар ат-Туниси
- Абу Зубайр аль-Масри
- Ахтар Мансур
- Али Ауни аль-Харзи
- Анвар аль-Авлаки
- Айман аль-Завахири
- Байтулла Мехсуд
- Фахд аль-Кусо
- Фазлуллах (лидер боевиков)
- Хакимулла Мехсуд
- Харит бин Гази ан-Надхари
- Ибрагим Сулейман Мухаммад Арбайш
- Джихади Джон
- Джунаид Хуссейн
- Камал Дервиш
- Мангал Баг
- Мохаммед Атеф
- Мухсин аль-Фадхли
- Насир аль-Вухайши
- Насер бин Али аль-Анси
- Каид Салим Синан аль-Харети
- Касем Солеймани
- Рашид Рауф
- Саид Али аль-Шихри
- Салех Али аль-Саммад
- Салли-Энн Джонс
- Самир Хан|  | В разделе не хватает ссылок на источники (см. рекомендации по поиску). Информация должна быть проверяема, иначе она может быть удалена. Вы можете отредактировать статью, добавив ссылки на авторитетные источники в виде сносок. (6 июля 2023) |

### Удары беспилотников Исламского государства
Небольшие беспилотники и квадрокоптеры использовались Исламским государством (ИГ) для нанесения ударов в Ираке и Сирии. Группа из двенадцати и более беспилотников управлялась специально обученными пилотами для сброса боеприпасов на вражеские силы. Им удалось уклониться от сил наземной обороны.
Во время битвы за Мосул (2016—2017) ИГ смогло убить или ранить десятки иракских солдат, сбрасывая легкие взрывчатые вещества или 40-миллиметровые гранаты с многочисленных беспилотников, атакующих одновременно.
В 2017 году директор ФБР Кристофер Рэй заявил на слушаниях в Сенате: «мы знаем, что террористические организации заинтересованы в использовании беспилотников… Мы видели это за границей уже с определённой частотой. Я думаю, что неминуемо, это произойдет здесь, в ближайшее время».

### Азербайджанская война беспилотников во время карабахского конфликта

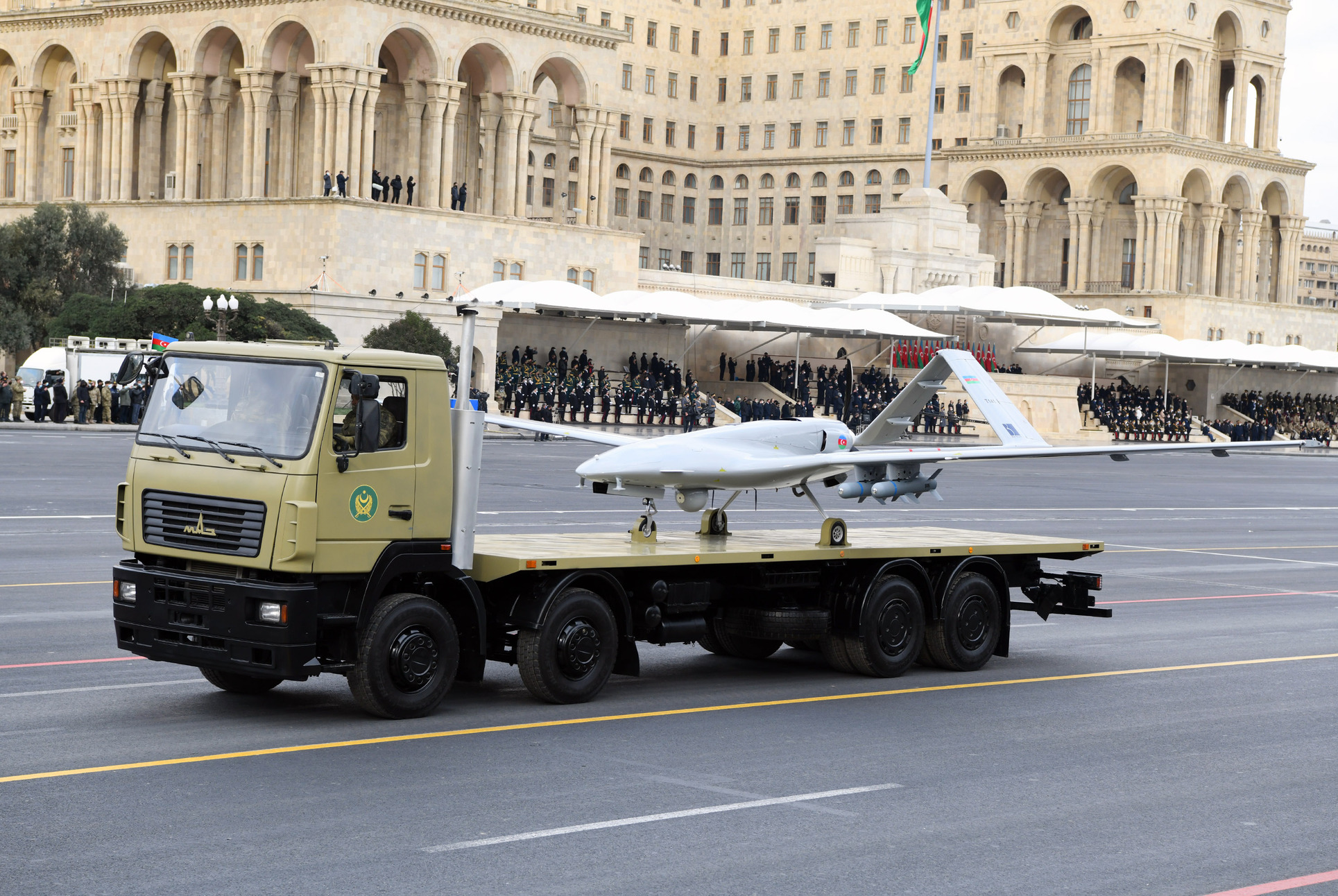
Турецкий Bayraktar TB2 на Параде Победы 2020 года в Баку, Азербайджан

Во время Второй карабахской войны в 2020 году беспилотники широко использовались азербайджанской армией против проармянских вооруженных сил.
Активно использовались дроны класса MALE («средневысотный с большой продолжительностью полёта») и барражирующие боеприпасы (дроны-камикадзе), также израильские IAI Harops и турецкие Bayraktar TB2. Поскольку Bayraktar TB2 используют канадские оптические и лазерные системы наведения, в октябре 2020 года Канада приостановила экспорт технологии военных беспилотников в Турцию после обвинений в том, что эта технология использовалась для сбора разведданных и ведения артиллерийского и ракетного огня по военным позициям. После этого инцидента корпорация Aselsan заявила, что начнет серийное производство и интеграцию системы CATS для замены канадского MX15B.

## Технические недостатки
«Ахиллесовой пятой» БПЛА и особенно ДПЛА является уязвимость каналов связи — сигналы GPS-навигаторов, как и любые сигналы, принимаемые и отсылаемые летательным аппаратом, можно глушить, перехватывать и подменять. Для управления ДПЛА требуются каналы связи высокой пропускной способности, которые сложно организовать, особенно для загоризонтной (в том числе спутниковой) связи. Так, во время кампании США в Афганистане в распоряжении военных находились 6 «Предаторов» и 2 «Глобал Хоука», но одновременно в воздухе могли находиться не более двух БПЛА, а для экономии пропускной способности канала спутниковой связи пилоты были вынуждены отключать некоторые датчики и использовать видеопоток низкого качества.
В 2012 году учёными из Техасского университета в Остине была доказана практическая возможность взлома и перехвата управления БПЛА путём так называемого «GPS-спуфинга», но только для тех аппаратов, которые используют незашифрованный гражданский сигнал GPS.
Для стойкости к средствам радиоэлектронной борьбы (РЭБ) противника дрон обязан так или иначе иметь стойкость, сопоставимую с полноценными боевыми самолётами, что так или иначе повышает стоимость дрона и резко повышает риск массового уничтожения дронов минимальными средствами. Дрон зачастую ещё более тихоходен, маломанёвренен и зависим от помех, чем крылатая ракета. Одним из примеров успешного боевого применения дронов является прицельный огонь самодельными устройствами на базе гражданских минидронов по танкам Абрамс при штурме Мосула. Однако средства противодействия, например радиоподавление канала управления, могли полностью отключить дроны любого технического уровня.
Серьёзной проблемой для оптико-электронных систем ударных БПЛА являются погодные условия: в случае низкой облачности ударным БПЛА приходится снижаться ниже границы облачности, тогда они попадают в зоны поражения ПЗРК и низковысотных ЗРК. Поэтому БПЛА наиболее эффективны в пустынных регионах Ближнего Востока, где обычно ясное небо и можно действовать с большой высоты (как отмечают эксперты Минобороны США, в ходе гражданской войны в Йемене у местных детей уже появилась пословица «если ясное небо — жди беспилотника»).
Двигатель БПЛА должен быть лёгким, экономичным и обладать большим запасом надёжности для обеспечения многочасового нахождения БПЛА в воздухе. Производителей таких двигателей в мире немного.
Также дроны не имеют возможности уклониться от прямых ударов из-за ограниченной маневренности и управляемости.

## Эффективность применения
Мнения ученых относительно эффективности ударов беспилотников неоднозначны. Некоторые исследования подтверждают, что удары с целью уничтожения руководства террористической или повстанческой группы ограничивают возможности этих групп в будущем, в то время как другие исследования опровергают это. Удары беспилотников успешно подавляют поведение боевиков, хотя эта реакция скорее ожидание удара беспилотника, чем его результат. Данные совместных усилий США и Пакистана по борьбе с терроризмом показывают, что боевики прекращают общение и планирование атак, чтобы избежать обнаружения и прицельного удара.
Сторонники ударов беспилотников утверждают, что удары дронов в значительной степени эффективны для поражения конкретных боевиков.
Некоторые ученые утверждают, что удары беспилотников уменьшают количество жертв среди гражданского населения и территориальный ущерб по сравнению с другими видами военной силы, такими как крупные бомбы. Военные альтернативы ударам беспилотников, такие, как рейды и допросы, могут быть чрезвычайно рискованными, длительными и потенциально неэффективными. Полагаться на удары беспилотников не обходится без риска, поскольку использование американских беспилотников создает международный прецедент в отношении экстерриториальных и внесудебных убийств.
Оценка опыта военного применения БПЛА
Журнал The Economist сослался на высокоэффективное использование беспилотников Азербайджаном в войне в Нагорном Карабахе 2020 года, а также использование беспилотников Турцией в гражданской войне в Сирии как на будущее военного дела. Отметив, что ранее считалось, что дроны, которые значительно дешевле пилотируемых самолётов и вертолётов, не будут играть значимую роль в конфликтах между странами из-за их уязвимости перед зенитным огнём, автор предположил, что, хотя это может быть верно для крупных держав, имеющих противовоздушную оборону, это в меньшей степени относится к меньшим странам. Автор отметил, что тактика Азербайджана и использование Турцией беспилотников указывают на «новый, более доступный тип военно-воздушных сил». Было также отмечено, что способность беспилотников вести видеозапись наносимых ударов позволила провести высокоэффективную азербайджанскую пропагандистскую кампанию .

## Средства противодействия и защита от БПЛА

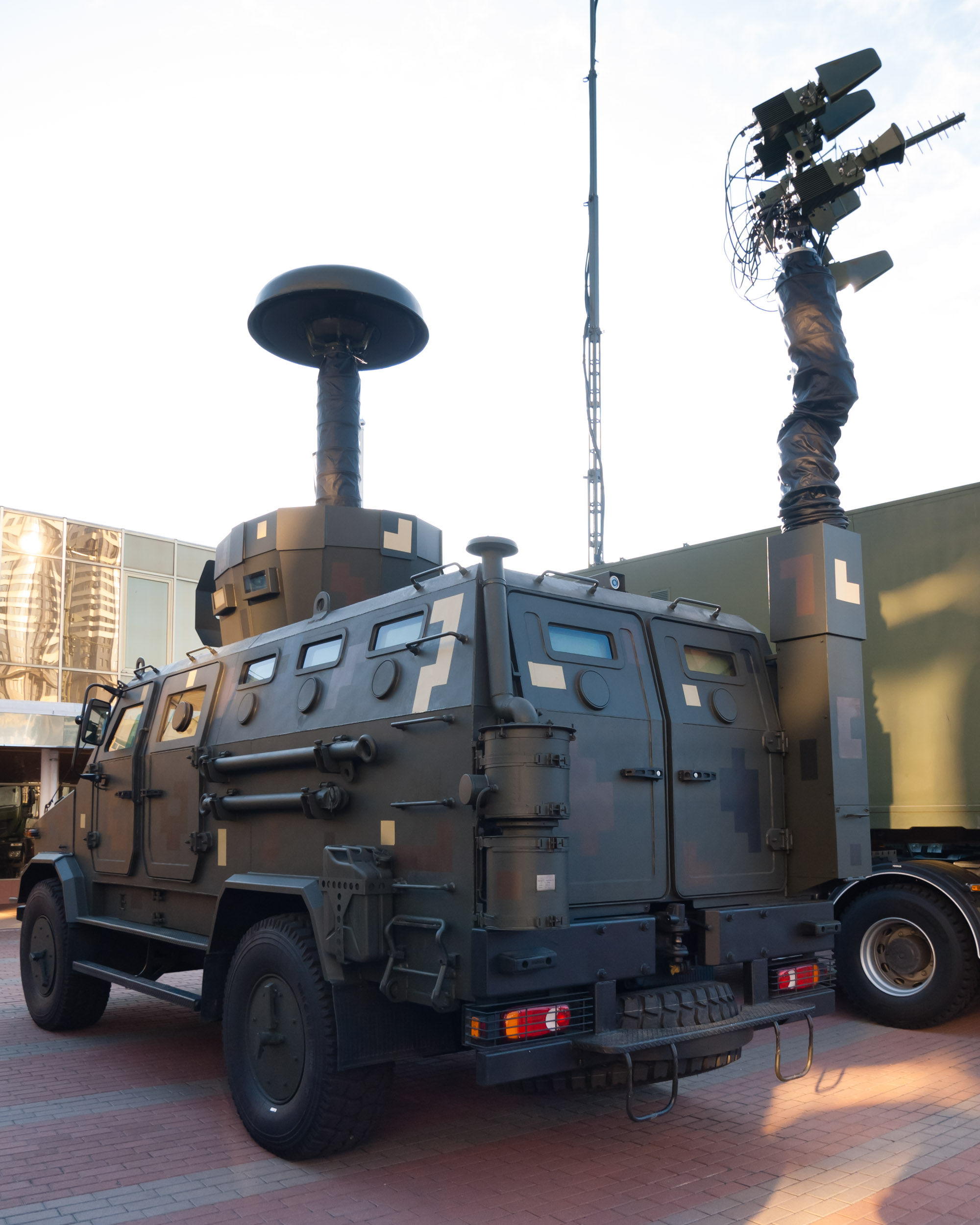
Радиокомплекс борьбы с БПЛА «Нота (РЭБ)» на шасси «Козак-2»

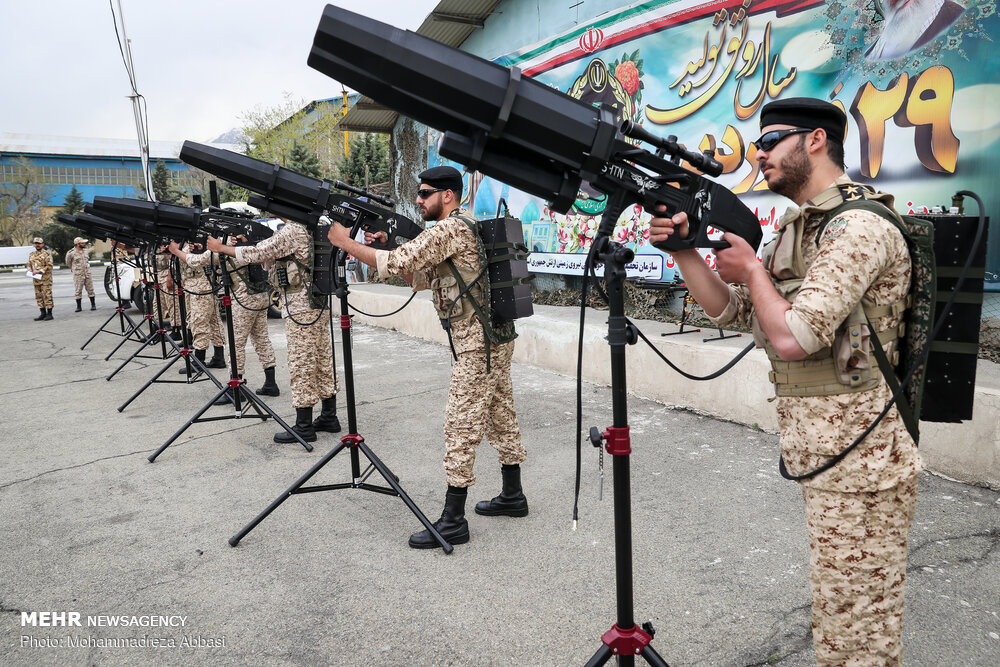
Иранские антидроновые ружья

Ведётся разработка средств обнаружения и уничтожения БПЛА военного назначения, системы защиты от БПЛА разрабатываются государствами для предотвращения угрозы беспилотников.
Однако это оказывается непросто и все эти системы могут оказаться недостаточно эффективными, в частности из-за возможности массированного одновременного применения роя дронов, несопоставимой разницы в стоимости простых коммерческих и кустарных дронов и высокотехнологичных средств обнаружения и поражения.
Так, аналитик Минобороны США оценил в 47,5 млн долл. примерную себестоимость потерь 19 турецких Bayraktar TB2 (2,5 млн долл. за ед.) в ходе конфликтов в Ливии и Сирии за 2019—2020 годы, что в 2 с лишним раза меньше, чем экспортная цены 8 ЗРПК «Панцирь-С1» (112 млн долл.), уничтоженных этими БПЛА; с учётом стоимости танков и другой боевой техники, уничтоженной ударами этих дронов, соотношение потерь ещё выше в пользу БПЛА. При этом оператор БПЛА находится в безопасности, в отличие от солдат противника.
Впрочем, российские журналисты приводят, по открытым источникам, другое соотношение потерь и их стоимости: при ориентировочной экспортной стоимости одного Bayraktar TB2 в 5 млн долл. и 54 сбитых Bayraktar, против 9 уничтоженных ими ЗРПК «Панцирь-С1» с экспортной стоимостью 14 млн долл. за ед., получается соотношение 270 млн за 54 Bayraktar против 126 млн за 9 «Панцирь-С1».
Для обнаружения используют РЛС, оптические и акустические средства, средства перехвата радиосигналов передачи информации и их анализа. 

Комплекс РЭБ может запеленговать местоположение БПЛА, а также станции управления, увести БПЛА с курса за счёт подмены сигнала GPS, заглушить каналы управления (такими возможностями, например, обладает белорусская система РЭБ «Гроза» или российская РЭБ «Репеллент»). Проблема в том, что радиус воздействия таких систем РЭБ ограничен и зачастую не превышает 10 км.
- ЕНОТ-СД — автоматический радиолокационный комплекс, предназначенный для распознавания БЛА и последующему радиоэлектронному подавлению.

Для уничтожения могут использоваться:
- как обычные зенитные ракетно-артиллерийские комплексы[79] и средства РЭБ (в частности, путём глушения сигналов управления)[80][81], так и стрелковое оружие (малоэффективно);
- специализированные средства, позволяющие сбивать их механически (напр., таранящими ракетами, специальными снарядами);
- блокирование нормальной работы радиоканалов управления и(или) спутниковой навигации, перехват управления (см. РЭБ)[82][83][84][85][86][87].

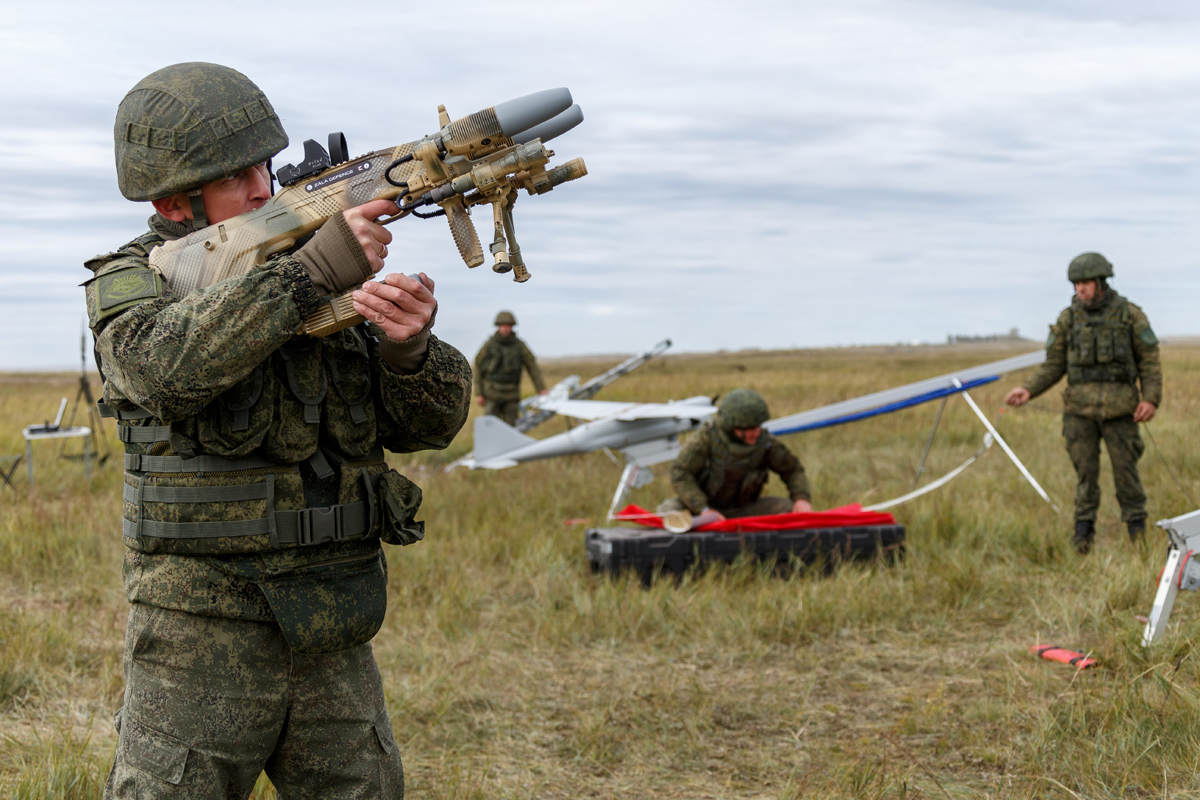
«REX-1» — портативное электронное ружьё, подавляющее каналы связи управления и навигации БПЛА (на частотах 433/868/900 МГц, 1,3/1,8/2,1/2,4/2,6/5,8 ГГц), на учениях «Восток-2018»

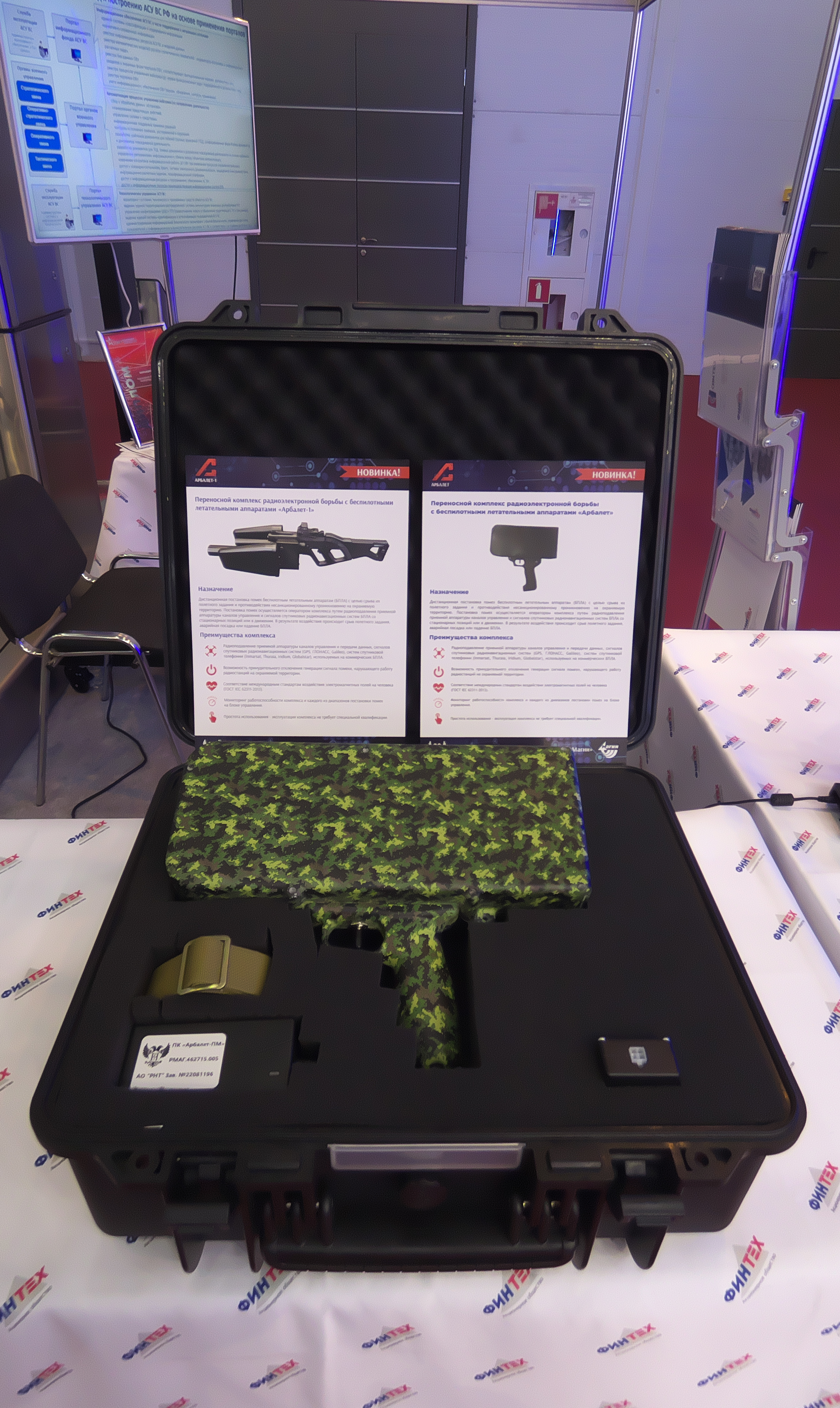
Пистолет для радиоэлектронной борьбы «Арбалет»

- Противодроновое ружьё (например, «Ступор», EDM4S): — фактически направленный излучатель электромагнитных волн, способный нарушить управление дроном. Проблема в том, что оператор такого ружья — заметная цель для вражеской радиоэлектронной разведки, а следовательно, и для ответного удара.
- Дроны-перехватчики  уничтожают вражеские беспилотники тараном.
- Защитные ограждающие конструкции от беспилотных летательных аппаратов.[90]

Также имеются программные способы борьбы с дронами противника[прояснить], но их применимость очень ограниченна.

### Методы борьбы со средствами противодействия
Для защиты от воздействия РЭБ противника новейшие ударные БПЛА оснащают системой инерциальной навигации, способной работать полностью автономно, без GPS и связи с оператором (например, турецкий ANKA-S, израильский Orbiter). 
Также, станции управления боевыми БПЛА используют дополнительные внешние ретрансляторы сигналов, для скрытия местоположения станции и увеличения дальности управления.
Развитие систем искусственного интеллекта позволяет дронам самостоятельно выявлять цель, определять её тип, наводиться и уничтожать её в условиях полного радиоэлектронного подавления противником (напр., новые модели российского «Ланцета»; также такими возможностями обладают, по словам разработчиков, израильские дроны-камикадзе Orbiter 1K, SkyStriker, Harop).
В ходе операции «Весенний щит» в Сирии (март 2020) турецкими средствами РЭБ KORAL предварительно выявлялись и подавлялись радары ЗРПК «Панцирь-С1» Сирии, после чего их уничтожали турецкие БПЛА Bayraktar и ANKA-S точечными ударами управляемых авиабомб.